# Idibouo-Zépréguhé
Idibouo-Zépréguhé est une localité de l'ouest de la Côte d'Ivoire, et appartenant au département de Daloa, dans la Région du Haut-Sassandra. La localité de Idibouo-Zépréguhé est un chef-lieu de commune.